# Grup d'Operacions Especials de Fatah
El Grup d'Operacions Especials de Fatah (Fatah-GOE), Màrtirs de Tel al-Zaatar, Amn Araissi o Grup Hawari va ser una facció militant palestina associada amb Fatah, el principal grup de l'Organització per a l'Alliberament de Palestina (OAP).
El grup estava liderat pel coronel de Fatah Abdullah Abd al-Hamid Labib, conegut com a coronel Hawari. Els seus membres provenien de Fatah i d'altres grups palestins més radicals, com ara l'Organització 15 de Maig després de la seva dissolució a mitjans dels anys 1980.
L'organització va dur a terme atemptats i altres atacs contra objectius internacionals, especialment israelians i sirians (el 1976 i el 1984-90, l'aliança de Síria amb les milícies libaneses van atacar l'OAP i les comunitats de refugiats palestins al Líban); però també es creu que va atacar interessos europeus i americans. Se sospita que va atemptar amb bomba contra el vol TWA 840 de 1986. Les relacions exactes entre la facció i el lideratge de l'OAP de Iàssir Arafat no estan clares.